# HD 30085
HD 30085，又名BD+70 322，SAO 5326、HR 1510，是一颗恒星，视星等为6.37，位于銀經140.05，銀緯16.55，其B1900.0坐标为赤經4h 39m 24.5s，赤緯+70° 16.55′ 47″。